# 罗恰省
罗恰省（西班牙語：Departamento de Rocha）為烏拉圭十九省之一省，位於烏拉圭東南部，該省省会為罗恰。